# Chiesa di Santa Maria Maggiore (Rende)
La chiesa di Santa Maria Maggiore, anche nota come Chiesa Madre o Duomo di Rende, sorge nel centro storico di Rende in provincia di Cosenza.
È sede dell'omonima parrocchia dell'arcidiocesi di Cosenza-Bisignano.

## Storia

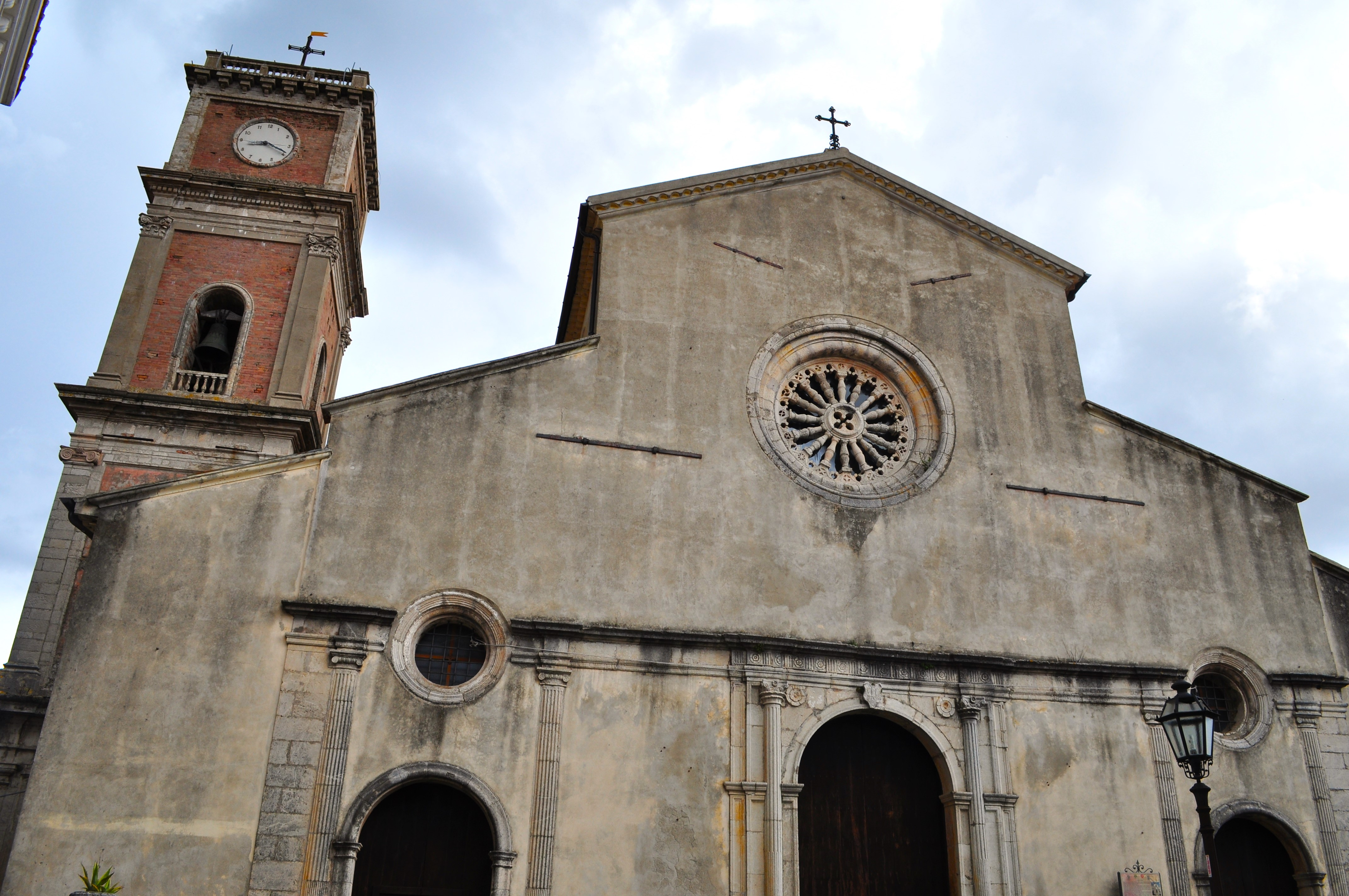
La facciata vista dalla strada

La chiesa fu eretta una prima volta intorno al XII secolo, però a causa dei molti terremoti che colpirono Rende nei secoli, fu ricostruita numerose volte sulle rovine della struttura precedente. Fu ricostruita una prima volta nel corso del XVI secolo, poi tra il 1740 e 1799 altre due volte. 
Della struttura originaria non conserva più nulla, in quanto i vari restauri ne hanno modificato l’aspetto originario romanico. L’edificio, di fatto, riassume lo stile cinquecentesco unito a elementi barocchi settecenteschi, aggiunti durante due fasi di restauro del XVIII secolo: la prima datata al 1740 per mano di Francesco Belmonte e quella postuma al 1783, anno in cui un forte terremoto distrusse in parte la città di Rende, effettuata da Raffaele de Bartolo, resa necessaria dopo i numerosi danni che subì l’edificio. I restauri interessarono principalmente la volta a botte della navata centrale e le colonne in tufo che reggevano gli antichi archi romani, inglobate in altre più spesse in muratura.
Negli anni '30 la chiesa venne interessata da lavori di rifacimento della pavimentazione. Quest’ultima, costituita grandi lastroni tufacei, aveva ceduto in più punti a causa di un movimento franoso verificatosi nei sottostanti sotterranei cimiteriali emersi in seguito agli scavi effettuati in quell’occasione ed oggi peraltro visitabili. Il lavoro venne ultimato con un pavimento maiolicato di piastrelle bianche e nere, tipiche di altre chiese Rendesi. Durante gli anni 90 la chiesa fu interessata nuovamente da lavori di restauro per riportare alcuni degli elementi pre-barocchi della chiesa al loro antico splendore dopo essere stati coperti dagli stucchi. Ad esempio furono messi in vista di nuovo gli antichi blocchi di pietra che costituiscono le colonne, vennero fatte riemergere le antiche arcate murate e si ritornò al pavimento in tufo. 
A seguito del terremoto del 24 Febbraio 2020, la chiesa è stata chiusa al culto perché interessata da alcuni danni dovuti allo scuotimento sismico. Nel Maggio 2025 sono iniziati i lavori che prevedono la conclusione entro la fine dell'anno Giubilare. 

## Descrizione

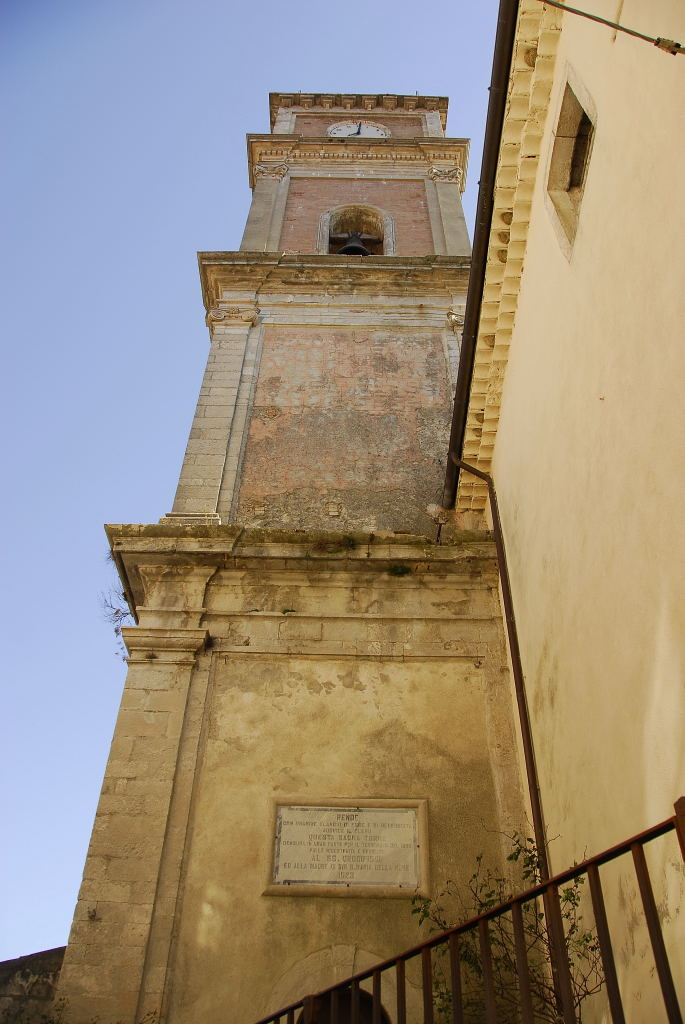
Il campanile che sorge alla sinistra della chiesa.

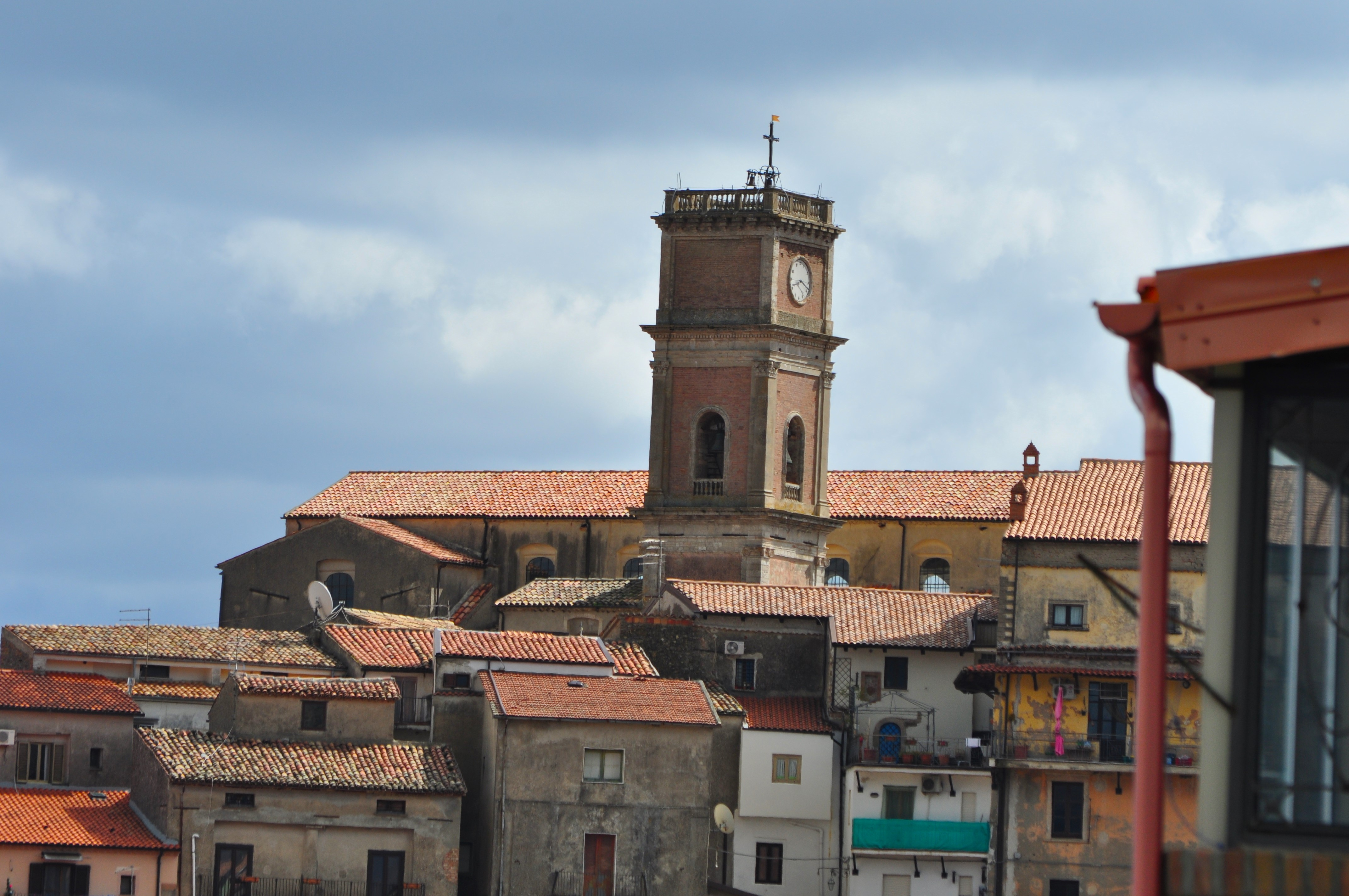
La Chiesa vista da una terrazza panoramica.

### Esterno

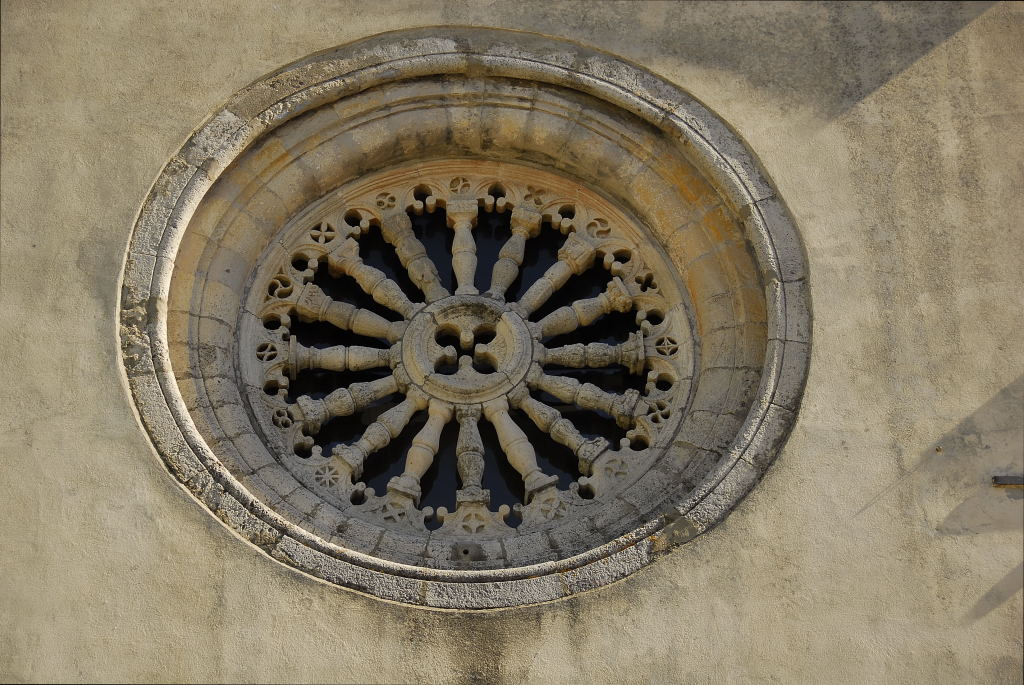
Il Rosone del XII secolo.

La chiesa presenta una pianta a croce latina con tre navate e cappelle laterali. Si mostra oggigiorno al termine di un’ampia scalinata sul piano del sagrato e con un’armoniosa facciata a salienti, divisa in basso da tre portali in tufo: ad ogni portale corrisponde una navata, di cui la mediana di volume doppio rispetto alle due laterali che l’affiancano. Nel mezzo della fronte campeggia un bel rosone tufaceo a raggira con sedici colonnine sagomate che si dipartono dal centro quadrilobato, originario della prima edificazione.
Alla sua sinistra, sorge una torre campanaria a base quadrangolare, dedicato al SS. Crocifisso ed alla Madonna della neve che è stato innalzato nel '700. In parte ricostruito nel 1923 dopo gli ingenti danni prodotti dal sisma del 1905.

### Interno

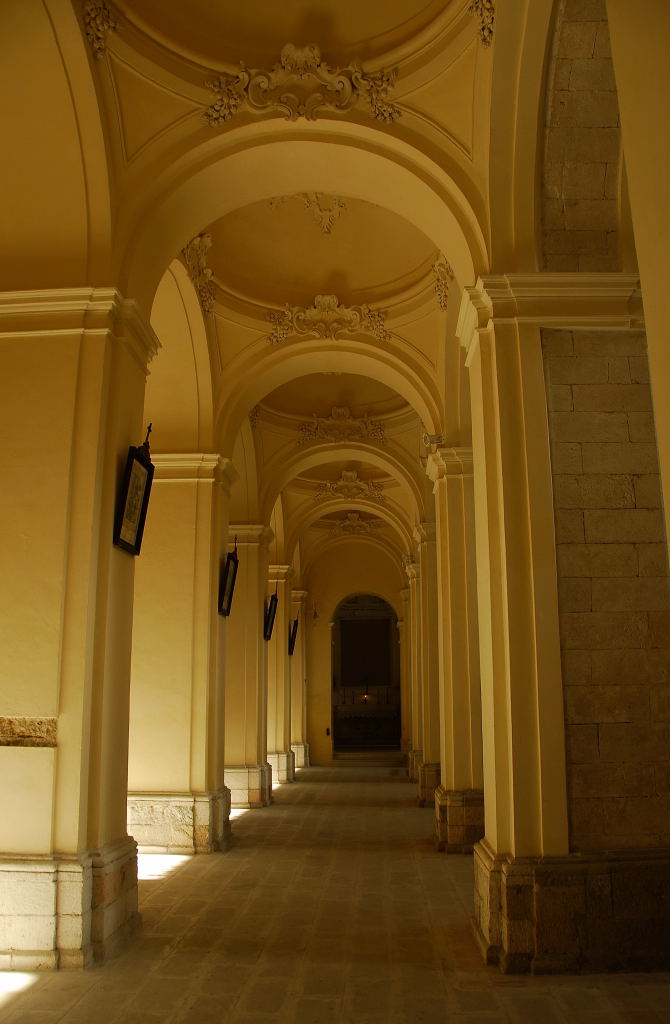
Le arcate laterali

Nell’interno, dodici robusti pilastri quadrangolari, che hanno inglobato le vecchie colonne danneggiate dai terremoti, sono sovrastati da capitelli compositi rivestiti (precedentemente in foglia d’oro zecchino), che sostengono l’ampia volta a botte mediante una serie di arcate a tutto sesto; altrettante lunette poste all’incrocio degli archivolti, incorporano delle finestrelle vetrate da cui filtrano fasci di luce diffusa che si riflettono sull’oro delle decorazioni, creando uno stupendo gioco di luci e di colori.
Lungo le navate laterali con la volta a cupoletta si susseguono dodici altari minori (sei per parte) con altrettanti altari, nicchie con statue o dipinti, tra cui emerge per grazia ed ampiezza la cappella del SS. Crocifisso.

#### Presbiterio

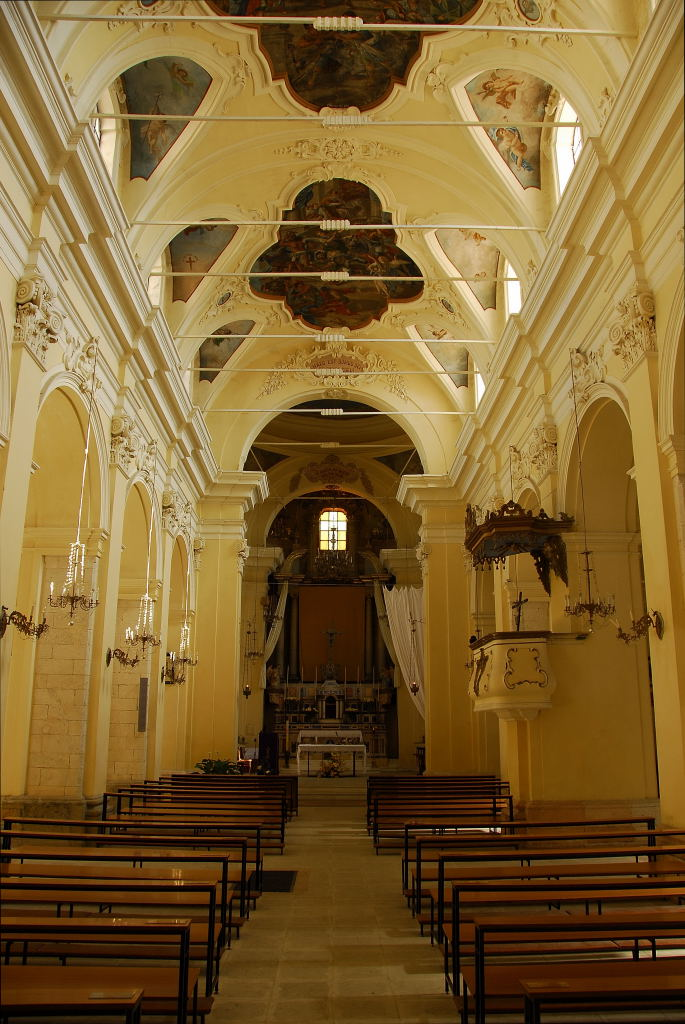
La navata centrale, il pulpito e in fondo, il presbiterio.

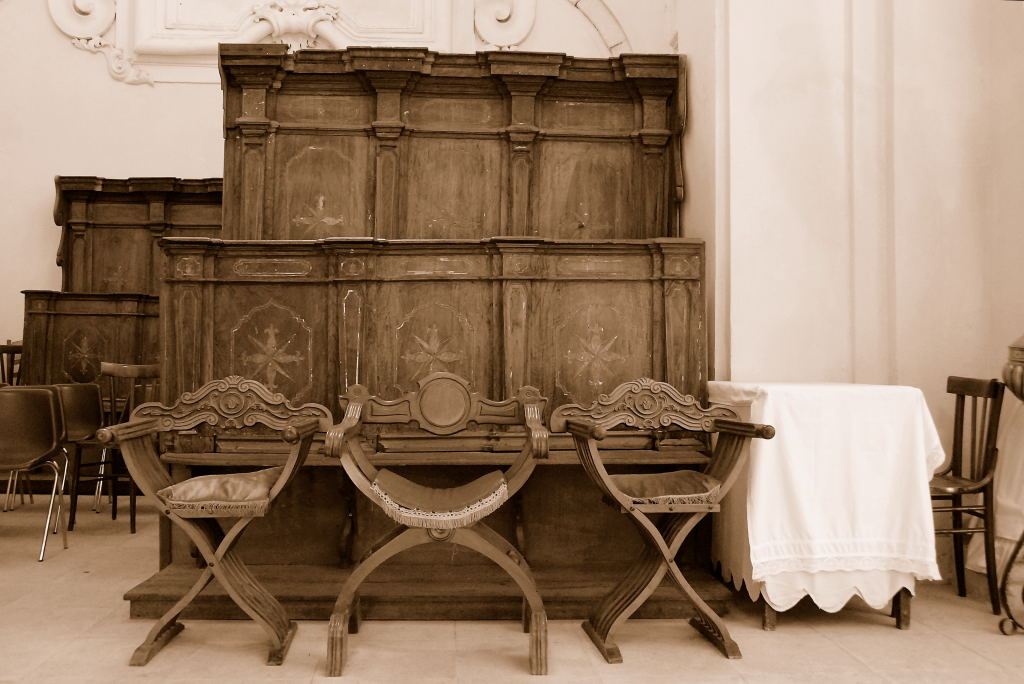
Il coro e la sede dei celebranti.

Nel vasto presbiterio, che comprende tutta la zona del transetto rialzato di un gradino, risaltano l’altare maggiore eseguito in marmi versicolore ed ornato con sculture e stucchi lucidi nonché gli antichi stalli del coro scolpiti ed intarsiati in legni contrastanti, uniti gli uni agli altri e disposti simmetricamente su due file, l’una dirimpetto all’altra, in maniera da formare con gli alti postergali di cui sono forniti dei tramezzi atti a delimitare l’ampia superficie del coro dalle adiacenti navate laterali. Nel presbiterio sono stati collocati anche i nuovi arredi liturgici postconciliari: la mensa, l'ambone, e la sede del celebrante e dei concelebranti.

#### Pulpito
Nella navata centrale, sulla parete destra a cavallo fra due arcate, si innalza il possente pulpito in muratura bianco decorato da rilievi dorati coperto dal suo barocco paracielo che rende l'arredo tutt'uno con la decorazione neoclassica della chiesa.

### Opere d'arte
Di notevole pregio sono i due affreschi dipinti sulla volta della navata centrale di Cristoforo Santanna, pittore settecentesco, preceduti da uno più recente del XX secolo, che sostituì il primo, sempre del Santanna, distrutto a seguito del terremoto: un affresco dell’artista del ‘700, rappresenta il trasporto dell’arca nel tempio di Gerusalemme, con Re David ed il corteo al suo seguito; l’altro, racconta la cacciata di Eliodoro dal tempio. 

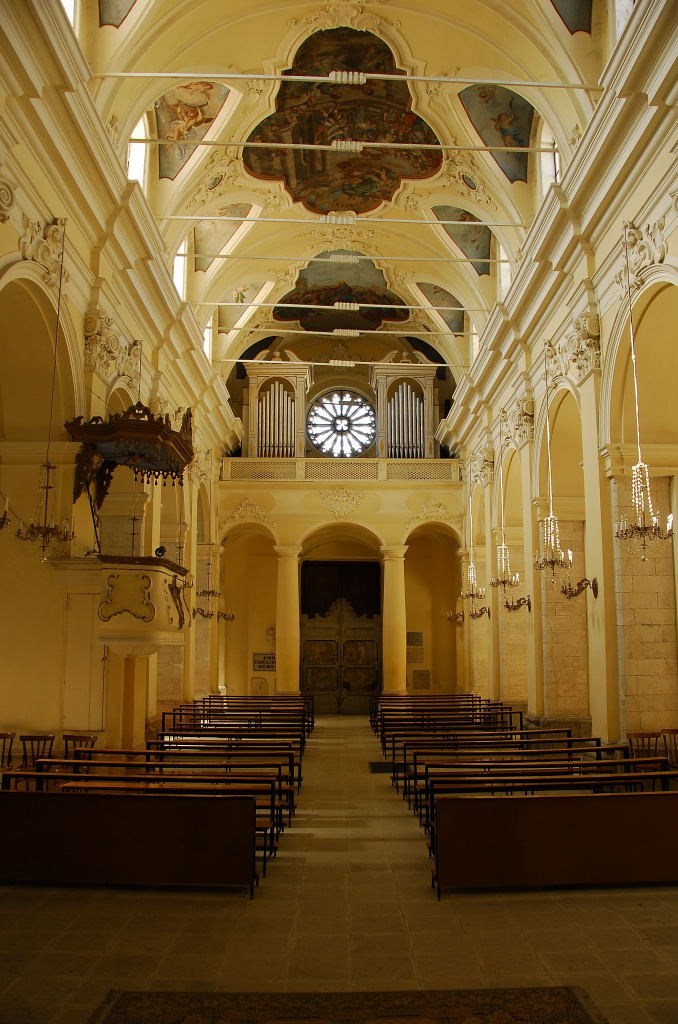
La cantoria e l'organo, in alto la volte a botte affrescata.

Altri dipinti, realizzati da Giovanni Greco, pittore del '900, decorano i cinque altari della navata a destra e, nella cappella del Rosario, appare un’altra tela del Santanna che raffigura la Madonna del Rosario con San Domenico e Santa Caterina, e un’altra opera del Greco della Madonna col Bambino. Anche sul lato destro dell’abside appare un maestoso dipinto dell’artista settecentesco, che raffigura la Presentazione di Gesù Bambino al tempio. Il primo altare di sinistra, invece, presenta la rappresentazione di Santa Maria della Consolazione.
L’altare maggiore si impreziosisce con gli stucchi ottocenteschi e con un dipinto, sempre del Santanna, rappresentante la "Madonna con gli Angeli". Quest’ultimo, pare sia stato realizzato dal maestro che prese come modella la sua stessa moglie (nota per la bellezza e delicatezza) per dipingere la celestiale figura mariana, ed i suoi figli per definire il volto degli angeli. Oggi il quadro è conservato all'interno del Museo Civico di Rende, per preservarlo da possibili furti.

### Organo a canne
Sulla cantoria in controfacciata è presente un grande organo a trasmissione elettrica del 1933 costruito dai fratelli Migliorini di Roma; è composto da 1300 canne e due tastiere.